# Fuller's ESB
ESB (Extra Special Bitter) en öl (strong ale) tillverkad av bryggeriet Fuller, Smith and Turner plc. Ölen har bryggts på Griffin Brewery sedan 1971. Den har bland annat blivit utsedd till World Champion Beer, och har utsetts till Champion Beer of Britain av CAMRA tre gånger. 

## Historia
Fuller's ESB bryggdes första gången 1971, då den skulle ersätta en öl vid namnet Old Burton Extra. Vid denna tid bryggde bryggerier både en "vanlig" och en "special" bitter. Fuller's hade redan en "special" ale, London Pride, och valde således att lägga till ordet "extra" framför "special bitter", vilket förkortades ESB.[källa behövs]

## Karaktär
ESB är en stark mahognyfärgad ale som bryggs med både Pale Ale och karamellmalt, vilket ger den en fruktig, nyanserad smak, samt en mjuk kolasmak. Ölen har även intensiva inslag av citrusfrukter. I Storbritannien bryggs fatvarianten av ESB med alkoholstyrkan 5,5%, medan flaskvarianten är 5,9% stark.

## Utmärkelser
Fuller's ESB utsågs till Champion Beer of Britain av CAMRA tre gånger, 1978, 1981 och 1985. Den har även utsetts till Strong Ale of the Year sju gånger – fler än någon annan öl. ESB har även blivit utsedd till World Champion Beer två gånger, vilket gett den smeknamnet "The Champion Ale".
Vid World Beer Awards 2011 utsågs ESB till Europe's Best Pale Ale - Strong.